# 1902 dans les chemins de fer
Chronologie des chemins de fer
1901 dans les chemins de fer - 1902 - 1903 dans les chemins de fer

## Évènements

### Janvier
- 1er janvier, Suisse : les CFF absorbent deux compagnies privées : les chemins de fer du Centre-Suisse (Schweizerischen Centralbahn, SCB) et les chemins de fer du Nord-Est-Suisse (Schweizerischen Nordostbahn, NOB). Cette date est considérée comme l'acte de naissance des CFF.
- 4 janvier, Congo : création de la compagnie des Chemins de fer du Congo supérieur aux grands lacs africains (CFL).

### Février
- 15 février, Allemagne : ouverture du métro de Berlin.

### Mars
- 11 mars, Congo : constitution de la Compagnie de chemin de fer du Katanga (CFK).
- 19 mars, Espagne : création de la Sociedad del Ferrocarril de San Sebastian a Hernani

### Mai
- 31 mai, France : ouverture du Tramway d'Eu-Le Tréport-Mers.

### Juin
- 15 juin, États-Unis : le New York Central Railroad inaugure le 20th Century Limited, trains de voyageurs reliant Chicago (Illinois) à New York.

### Juillet
- 31 juillet, Autriche: ouverture de la Zillertalbahn.

### Août
- 17 août, France : ouverture de la ligne Rostrenen - Loudéac sur le Réseau breton.

### Octobre
- 5 octobre, France : inauguration du viaduc du Viaur sur la ligne de Castelnaudary à Rodez
- 7 octobre, France : ouverture de la ligne 2 du métro de Paris entre Étoile et Anvers, la section entre Porte Dauphine et Étoile étant ouverte depuis 1900[1].